# Congregación del Niño Jesús de San Severino Marche
La Congregación de las Hermanas Internas del Santo Niño Jesús (oficialmente en italiano: Istituto delle Suore Convittrici del Bambin Gesù), también conocido como Congregación del Niño Jesús de San Severino Marche o Instituto de Oblatas Internas del Santo Niño Jesús, es una Congregación religiosa católica femenina de derecho pontificio, fundada por las religiosas italianas Margherita Teresa de Marchis y Laura Falischi, en San Severino Marche, en 1694. Las religiosas de esta congregación son conocidas como hermanas del Niño Jesús y posponen a sus nombres las siglas O.B.G.

## Historia
La congregación tiene su origen en el instituto fundado por Anna Moroni en Roma, en 1672, que derivó en la actual Congregación de Oblatas del Niño Jesús. De Roma se fue propagando rápidamente a otros lugares de Italia. Al inicio los miembros de este institutos solo hacían voto de perseverancia, cada casa era autónoma y vivían según el modelo de las actuales institutos seculares.
La casa de San Severino Marche fue fundada por las religiosas Margherita Teresa de Marchis y Laura Falischi, en 1693, a petición del archidiácono de la Catedral, Giovanni Battista Beni, quien anteriormente había sido confesor de las religiosas en Roma. Esta comunidad no solo se mantuvo autónoma sino que se constituyó en una congregación independiente, el 23 de octubre de 1694, con la aprobación diocesana del cardenal Pier Matteo Petrucci, obispo de Jesi y visitador apostólico de San Severino Marche. Las características del instituto eran las mismas de las Oblatas de Roma. Hasta que en 1945, sus miembros hicieron votos como religiosas y se convirtieron en una congregación religiosa, de votos temporales, de derecho diocesano.
El instituto de San Severino Marche fue elevado a la categoría de congregación de de derecho pontificio, mediante Decretum laudis, del papa Juan Pablo II, del 9 de noviembre de 1981.

## Organización
La Congregación de las Hermanas Internas del Niño Jesús es un instituto pontificio centralizado, cuyo gobierno es ejercido por una moderadora, que recibe el título de superiora general. La sede central se encuentra en San Severino Marche.
Las hermanas del Niño Jesús se dedican a la educación e instrucción cristiana de la juventud y de la infancia, en colegios bajo su administración y en la catequesis para la primera comunión. Además gestionan casas para ejercicios espirituales. En 2015, el instituto contaba con unas 43 religiosas y 11 comunidades, presentes en Filipinas e Italia.